# Void-Vacon
Void-Vacon és un municipi francès situat al departament del Mosa i a la regió del Gran Est. L'any 2007 tenia 1.659 habitants.

## Demografia

### Població
El 2007 la població de fet de Void-Vacon era de 1.659 persones. Hi havia 656 famílies, de les quals 188 eren unipersonals (104 homes vivint sols i 84 dones vivint soles), 224 parelles sense fills, 216 parelles amb fills i 28 famílies monoparentals amb fills.
La població ha evolucionat segons el següent gràfic:
Habitants censats

### Habitatges
El 2007 hi havia 726 habitatges, 678 eren l'habitatge principal de la família, 11 eren segones residències i 37 estaven desocupats. 626 eren cases i 97 eren apartaments. Dels 678 habitatges principals, 438 estaven ocupats pels seus propietaris, 221 estaven llogats i ocupats pels llogaters i 19 estaven cedits a títol gratuït; 6 tenien una cambra, 32 en tenien dues, 72 en tenien tres, 176 en tenien quatre i 392 en tenien cinc o més. 495 habitatges disposaven pel capbaix d'una plaça de pàrquing. A 343 habitatges hi havia un automòbil i a 270 n'hi havia dos o més.

### Piràmide de població
La piràmide de població per edats i sexe el 2009 era:
| Homes | Edats   | Dones |
| ----- | ------- | ----- |
| 0     | 95 o +  | 0     |
| 0     | 90 a 94 | 8     |
| 4     | 85 a 89 | 28    |
| 4     | 80 a 84 | 12    |
| 32    | 75 a 79 | 36    |
| 24    | 70 a 74 | 28    |
| 68    | 65 a 69 | 52    |
| 24    | 60 a 64 | 36    |
| 36    | 55 a 59 | 28    |
| 48    | 50 a 54 | 56    |
| 72    | 45 a 49 | 44    |
| 68    | 40 a 44 | 60    |
| 48    | 35 a 39 | 64    |
| 92    | 30 a 34 | 44    |
| 36    | 25 a 29 | 44    |
| 44    | 20 a 24 | 16    |
| 88    | 15 a 19 | 60    |
| 40    | 10 a 14 | 56    |
| 36    | 5 a 9   | 52    |
| 28    | 0 a 4   | 44    |

## Economia
El 2007 la població en edat de treballar era de 1.066 persones, 788 eren actives i 278 eren inactives. De les 788 persones actives 713 estaven ocupades (405 homes i 308 dones) i 75 estaven aturades (24 homes i 51 dones). De les 278 persones inactives 99 estaven jubilades, 78 estaven estudiant i 101 estaven classificades com a «altres inactius».

### Ingressos
El 2009 a Void-Vacon hi havia 693 unitats fiscals que integraven 1.730,5 persones, la mediana anual d'ingressos fiscals per persona era de 16.982 €.

### Activitats econòmiques
Dels 65 establiments que hi havia el 2007, 3 eren d'empreses extractives, 3 d'empreses alimentàries, 4 d'empreses de fabricació d'altres productes industrials, 11 d'empreses de construcció, 14 d'empreses de comerç i reparació d'automòbils, 7 d'empreses de transport, 5 d'empreses d'hostatgeria i restauració, 1 d'una empresa immobiliària, 6 d'empreses de serveis, 8 d'entitats de l'administració pública i 3 d'empreses classificades com a «altres activitats de serveis».
Dels 16 establiments de servei als particulars que hi havia el 2009, 1 era una gendarmeria, 1 oficina de correu, 1 autoescola, 1 paleta, 1 fusteria, 3 lampisteries, 1 electricista, 2 perruqueries, 4 restaurants i 1 agència immobiliària.
Dels 5 establiments comercials que hi havia el 2009, 1 era una gran superfície de material de bricolatge, 2 fleques, 1 una fleca i 1 una peixateria.
L'any 2000 a Void-Vacon hi havia 12 explotacions agrícoles que ocupaven un total de 1.332 hectàrees.

## Equipaments sanitaris i escolars
El 2009 hi havia 1 farmàcia i 1 ambulància.
El 2009 hi havia 1 escola maternal i 1 escola elemental.

## Poblacions més properes
El següent diagrama mostra les poblacions més properes.